# 18-й танковий корпус (СРСР)
18-й танковий корпус (рос. 18-й танковый корпус, 18-й тк) — оперативно-тактичне військове об'єднання, танковий корпус Червоної армії, який існував у роки німецько-радянської війни в період з червня 1942 до листопада 1945 року.

## Історія корпусу

### 1942
18-й танковий корпус почав формуватися в Сталінградському військовому окрузі (Сталінград) на підставі Директиви НКО № 726019сс від 23 червня 1942 року. Управління корпусу під командуванням генерал-майора І. Д. Черняховського формувалося Московським автобронетанковим центром, до його складу передали 110-ту (формувалася в Тамбові), 180-ту, 181-шу танкові бригади (формувалися у Сталінграді) та 18-ту мотострілецьку бригади (формування відбувалося у селі Вертягине Молотівської області) та інші підрозділи підтримки й забезпечення.
В останніх числах червня частини корпусу у терміновому порядку перекинули в район Воронежа, 2-4 липня його підрозділи почали прибувати у визначений район зосередження.
4 липня 1942 року Директивою Ставки ВГК № 170479 від 04 липня 1942 корпус у визначеному районі поблизу Воронежа включили до складу Брянського фронту. Відразу після розвантаження частини корпусу вступали в бій, діючи на фронті 78 км на напряму прориву німецьких формувань. 18-та мотострілецька бригада зайняла оборону північніше Воронежа; 180-та танкова бригада розгорнулася на рубежі села Олень-Колодязь; 110-та танкова бригада — південніше Воронежа; 181-ша танкова бригада повинна була зупинити противника, що вклинився південно-західніше Воронежа. Протягом 6-9 липня бригади корпусу вели оборонні бої в районі Воронежа. У наслідок бойових дій бригади зазнали величезних втрат у живій силі та техніці. Так, втрати 110-ї тбр з 4 липня становили 33 Т-34 та 13 Т-60; 181-ша тбр унаслідок боїв втратила майже всі Т-34; у строю залишалося 10 Т-34 та 3 Т-60.
7 липня Брянський фронт був розділений на Брянський і Воронезький фронти, тому 18-й танковий корпус включили до складу Воронезького фронту.
До 19 липня бригади корпусу перебували в резерві 60-ї армії, відновлюючи боєздатність та отримуючи поповнення. 181-ша тбр отримала 25 Т-60.
До 19 липня бригади корпусу були зосереджені на північних околицях Воронежа, де ударна група 60-ї армії розпочала наступ на місто. До складу 60-ї армії прибувала свіжа 303-тя стрілецька дивізія, яка разом із 18-м танковим корпусом була включена до складу групи генерала Черняховського. 24 липня генерал-майор Черняховський І. Д. був призначений командувачем 60-ї армії, новим командиром корпусу став генерал-майор Корчагін І. П.
9 серпня війська вермахту перейшли під Воронежем у наступ, потіснивши частини 18-ї мсбр. Бригада вдалося відбити атаку противника та до вечора практично відновити своє становище. Інші бригади корпусу тримали позиції в обороні під Підгірним. 181-ша тбр мала 21 Т-34, 20 Т-60; 110-та тбр мала 7 Т-34, 19 Т-60 (незабаром від 25-го танкового корпусу було отримано 12 Т-70). 180-та тбр (18 КВ, 18 Т-60) відбила атаку ворога.
Вранці 12 серпня 60-та армія знову перейшла в наступ північніше Воронежа, використовуючи старий план — відрізати противнику шляху відходу з Воронежа із заходу і оточити німецькі війська у місті, з'єднавшись із 40-ю армією. Ударна група 60-ї армії складалася з частин 17-го, 18-го та 25-го танкових корпусів, які підтримували стрілецькі дивізії (107-му, 159-ту, 303-тю, 195-ту, 121-шу сд). 18-й танковий корпус підтримував атаку 107-ї і 303-ї стрілецьких дивізій. Унаслідок запеклих боїв бригади корпусу зазнали серйозних втрат, але виконати бойове завдання не спроміглися. Німці відбили їхній контрудар та втрималися на своїх позиціях.
14 серпня німці атакували за підтримки 10 танків у стик 161-ї і 107-ї сд, ці частини не витримали атаки і відступили. З 17 серпня 60-та армія перейшла до оборони. Командир 18-го танкового корпусу отримав наказ частиною танків посилити оборону 107-ї стрілецької дивізії.
З 15 вересня до жовтня війська 18-го танкового корпусу вели бої на правому берегу Дону північніше Воронежа, підтримуючи наступ 38-ї армії генерал-лейтенанта Чибісова Н. Є.. У боях брали участь дві бригади 18-го тк: 110-та тбр (3 Т-34, 5 Т-60, 5 Т-70) та 181-ша тбр (14 Т-34, 8 Т-60, 4 Т-70). Втім, результатами боїв стали значні втрати у живій силі та техніці без здобуття значних результатів. З 1 жовтня бригади 18-го тк виводилися в район ст. Усмань, звідки прямували на переформування в Татищевські табори. Танкісти 110-ї тбр передали перед відправкою танки, що залишилися, у 86-ту тбр.
1 жовтня Директивою Ставки ВГК № 994214 від 01 жовтня 1942 корпус (крім 180-ї тбр, яка залишилася в складі Воронезького фронту, замість неї корпусу передали 170-ту тбр) виведений зі складу Воронезького фронту до Резерву Ставки ВГК із зосередженням у районі Татищеве.
24 листопада корпус прибув у район Калач (Воронезький) і увійшов до складу Південно-Західного фронту. З 15 грудня по 31 грудня 1942 року брав участь у Сталінградській битві під час операції «Малий Сатурн».
За задумом командувача Південно-Західним фронтом було вирішено завдати удару силами 1-ї та 3-ї гвардійських армій за напрямками, що сходяться, на Тацинську, Морозовськ з метою оточення та знищення основних сил 8-ї італійської армії та армійської групи «Голлідт», а одночасно допоміжний — у напрямку Морозовськ, Тацинська військами 5-ї танкової армії.
Три танкові корпуси (18-й, 24-й, 25-й) командувач фронтом включив до складу 1-ї гвардійської армії. 25-й і 18-й танкові корпуси вводилися в бій у перший день операції із завданням спільно з піхотою завершити прорив оборони противника і до кінця другого дня операції у взаємодії з 3-ю гвардійською армією оточити головні сили 8-ї італійської армії.
Вранці 16 грудня 1942 року 1-ша гвардійська армія перейшла у наступ. Корпус Бахарова виділив кілька десятків танків для розвідки і підтримки стрілецьких дивізій, що проривали основний рубіж оборони італійських військ. Розташування корпусу весь день бомбардувала авіація противника, через що корпус зазнав втрат. Внаслідок бомбардування було поранено командира 110-ї тбр підполковника Каплюченка. Піхотинці 38-ї гвардійської стрілецької дивізії не змогли повністю прорвати оборону противника і ввечері корпус було введено для завершення прориву у напрямку Гадючого. До 13:00 Гадюче було взято і корпус рушив далі на південь. Надвечір 17 грудня бригади корпусу зав'язали бій за Вервеківку. Протягом 18 грудня Вервеківку було також захоплено. Після цього сапери зайнялися наведенням переправи через болотисту річку Богучарку, яка протікала перпендикулярно до напрямку наступу. Німецька авіація постійно завдавала авіаударів по комунікаціях радянських військ.
19 грудня командира корпусу генерал-майора Бахарова було відсторонено від командування корпусу через повільне просування підпорядкованих частин у порівнянні з 24-м і 25-м танковими корпусами. У командування вступив полковник Гущин. Того ж дня, просунувшись на 50 км, корпус вийшов до хутора Мєшков, відрізавши шлях відступу німецько-італійському угрупованню. Тим часом німецько-італійські війська, що відходили на південь із району Богучара, вийшли в район Позднякова скориставшись розривом між танкістами та піхотою 6-го гвардійського стрілецького корпусу. Щоб перешкодити виходу ворога з оточення було вирішено атакувати Поздняков та знищити ворожі колони. Протягом 21-22 грудня 32-га мсбр корпусу разом із піхотою 1-ї сд атакувала німців у район Позднякова. В результаті частини ворога, що виходили їх оточення, зазнали великих втрат. Танкові бригади в районі Мєшкова відбивали атаки італійців, які також намагалися вийти з оточення. В результаті цих боїв було взято 10000 полонених та багато трофеїв.
24 грудня танкісти вийшли до Міллерова, проте без стрілецьких дивізій опанувати важливу залізничну станцію не змогли. Лише 27 грудня почали підходити дивізії 6-го гвардійського стрілецького корпусу. Атаки на Міллерово зі сходу 28-29 грудня також не дали результату. Втрати в бригадах корпусу вже були надто великі і їхня бойова сила надто мала. 31 грудня була захоплена станція на південь від Міллерова і залізничний шлях перерізаний. До цього часу корпус втратив понад 2000 осіб убитими та пораненими та 68 танків.

### 1943
Наприкінці грудня 1942 і до 17 січня 1943 року війська 18-го танкового корпусу вели бої в районі Міллерова, проте ліквідувати оточеного противника не вдалося. Корпус зазнав у цих боях великих втрат. У 170-й тбр залишилося в строю всього 26 людей, без танків, у 181-й тбр — 108 осіб, без танків, у 110-й тбр — 3 танки, у 32-й мсбр — 250 чоловіків. До 24 січня корпус зосередився в районі Старобільська, де отримав зі складу 4-го гвардійського танкового корпусу 11 Т-34 та 12 Т-70.
Кілька днів корпус упорядковувався, отримував поповнення. 30 січня корпус було включено до складу рухомої групи Попова М. М. (3-й, 10-й, 18-й тк), яка мала форсувати Сіверський Донець біля Лисичанська, на другий день вийти до Сталіно і далі наступати до Маріуполя. 31 січня корпус опанував Воєводівку. 1 лютого танкісти корпусу переправилися через Сіверський Донець і вийшли до Пролетарська. Бої за Пролетарськ тривали до 4 лютого.
9 лютого корпус вирушив у напрямку Артемівська і з 11 лютого вів бої в район Роздолівки та Рай-Олександрівки. Сюди підійшла німецька 3-тя танкова дивізія вермахту, виведена з Північного Кавказу. Прорватися у напрямку Артемівська не вдалося. Тут корпус вів бої до 13 лютого, коли отримав наказ здати свої позиції 52-ій гвардійській стрілецькій дивізії та передислокуватися в район західніше Слов'янська. У складі 18-го тк було 7 Т-34, 10 Т-70, 10 76-мм гармат та близько 1000 бійців. Кілька днів корпус вів бої західніше Слов'янська та Краматорська.
17 лютого німецькі війська залишили Слов'янськ та відступили на південь. 19 лютого корпус виступив маршем на південь у напрямку Красноармійська, де в оточенні вели бої 4-й гвардійський і 10-й танкові корпуси. 20 лютого 18-й корпус зіткнувся у районі Добропілля з частинами німецької 7-ї танкової дивізії. Бригади корпусу перейшли до оборони, проте з боку Добропілля, Красноармійська і Краматорська одночасно на підрозділи корпусу, що мав значний некомплект через втрати, вийшли відразу кілька німецьких моторизованих з'єднань (XXXX танковий корпус: дивізія СС «Вікінг», 7-ма тд, 11-та тд). Корпус у результаті удару противника виявився роз'єднаний на дві частини: одна на чолі з комкором та 32-ю мсбр, 170-ю та 110-ю тбр, друга — на чолі з начальником штабу і 181-ю тбр і 52-м окремим мотоциклетним батальйоном і штабом корпусу. Вранці 25 лютого радянські війська розпочали прорив зі Степанівки. Комкор Бахаров до 28 лютого проривався з оточення в район Довгенькій і 1 березня вийшов у район Ванновський, де з'єднався з другою групою. Залишки корпусу вийшли з оточення до Сіверського Донця і до 1 березня з'єдналися з основними частинами 1-ї гвардійської армії в районі Голої Долини. 7 березня корпус було виведено у резерв.
Однак, вже за кілька днів, пошарпаний 18-й тк, не маючи сил, отримав наказ здійснити 150 км марш-кидок через Сіверський Донець до Старого Салтова і 14 березня атакувати частини німецьких дивізій СС («Райх» і «Тотенкампф»), що обходили Харків зі сходу. В результаті боїв поблизу Рогані корпус Бахарова і додані 173-тя тбр і 141-й тп зазнали великих втрат. 18 березня німецькі війська знову оволоділи Харковом. 22 березня корпус було виведено у резерв Ставки формування у район Валуйки та згодом у район Нової Калитви.
5 липня 1943 року корпус передали до складу 5-ї гвардійської танкової армії, яка наступного дня була підпорядкована Воронезькому фронту і негайно виступила у марш із завданням зосередитися в районі на південний захід від Старого Оскола. На 9 липня корпус мав у строю 19 М-4, 46 Т-34, 52 Т-70.
З ранку 12 липня корпус отримав наказ перейти в наступ спільно з 1-ю танковою, 5-ю гвардійською загальновійськовою арміями, знищити противника на південний захід від Прохорівки і до кінця дня вийти на кордон Красна Дубрава, Яковлєво. 18-му танковому корпусу належало наступати правому фланзі армії. 12 липня танки першого ешелону корпусу розпочали атаку. У першому ешелоні атакували 181-ша та 170-та танкові бригади. Другим ешелоном у бойовому порядку діяли підрозділи 32-ї гвардійської мотострілецької бригади. Почалася велика зустрічна танкова битва: танки билися з танками. Втім, наприкінці 12 липня противник ввів у бій війська других ешелонів та резервів та посилив опір на прохорівському напрямку. 13 липня після короткого артилерійського нальоту німецькі війська контратакували 18-й танковий корпус.
14 та 15 липня бої тривали з найбільшою активністю. У ході боїв частини корпусу, взаємодіючі із 5-м гвардійським механізованим корпусом та частинами 5-ї гвардійської армії генерала А. З. Жадова завдали поразки 11-ій танковій дивізії XLVIII німецького танкового корпусу, а потім вибили танкову дивізію СС «Тотенкампф».
Надвечір 15 липня на всьому фронті армії настало затишшя. Вранці 17 липня після короткої, але потужної артилерійської підготовки частини корпусу у складі армії перейшли у наступ. Проте темпи поступу були невисокими. Противник стримував з'єднання радянських військ ударами сильних ар'єргардів, у складі яких діяли гренадерські полки, танки, артилерія, міномети, сапери. Вони мінували підступи до висот і населених пунктів, узлісся, перехрестя доріг і чинили завзятий вогневий опір. У ніч на 24 липня корпус відійшов у район зосередження.
З 3 серпня 1943 року частини корпусу у складі рухомої групи фронту взяли участь у контрнаступі на бєлгородсько-харківському напрямку, в операції «Полководець Румянцєв». 9 серпня частини корпусу, обороняючи Богодухів, відбили контрудар німецьких танкових дивізій «Райх» та «Тотенкампф» танкового корпусу СС. 22 серпня, переправившись через річку Уда, частини корпусу перейшли в стрімкий наступ і до кінця дня звільнили Коротич, а передові загони досягли шосе Харків — Люботин. На ранок 23 серпня війська Степового фронту Конєва остаточно вибили німецькі війська із Харкова. Зі визволенням Харкова завершилася Бєлгородсько-Харківська операція, а разом з нею і вся Курська битва.
На початку жовтня 1943 року 5-та гвардійська танкова армія, до складу якої входив 18-й танковий корпус, була передана командуванню Степового фронту і головними силами передислокувалася на Кременчуцький плацдарм, де частини корпусу завершували доукомплектування та підготовку до ведення наступальних дій. 15 жовтня 1943 року після артпідготовки танкові підрозділи корпусу розпочали атаку ворожих позицій. Ворожий фронт було прорвано і 18-й корпус, розвиваючи успіх, просунувся за ніч до 25 кілометрів. Звільнивши місто та залізничний вузол П'ятихатки, частини корпусу рушили на Кривий Ріг. Наприкінці 23 жовтня передові підрозділи корпусу вийшли на підступи до Кривого Рогу, але після нетривалого бою змушені були відійти.
24 жовтня після нетривалої артилерійської підготовки корпус за підтримки авіації знову кинувся на штурм Кривого Рогу. До восьмої години бригадам вдалося з ходу форсувати річку Саксагань біля цегельного заводу та увірватися до міста. Тут ще кілька днів частини корпусу у взаємодії з 37-ю армією вели бої з великими силами вермахту, які прагнули відкинути війська Червоної армії за Дніпро.
Протягом листопада-грудня 1943 року, тісно взаємодіючі з військами 5-ї гвардійської армії, формування 18-го корпусу брали участь у П'ятихатської та Знам'янської операціях.
10 грудня 1943 року наказом ВГК № 48 корпусу надано почесне найменування «Знам'янський». Після боїв за Знам'янку корпус вивели до резерву на відновлення боєздатності та підготовку до нових боїв.

### 1944
З 5 січня 1944 року корпус у складі 5-ї гвардійської танкової армії взяв участь у Кіровоградській наступальній операції військ 2-го Українського фронту. 8 січня після завзятих дводенних боїв найбільший промисловий та культурний центр Південної України місто Кіровоград було звільнено від німецьких окупантів.
8 січня 1944 року на ознаменування заслуг корпусу, що відзначився в боях за Кіровоград, наказом Верховного Головнокомандувача нагороджено орденом Червоного Прапора.
В подальшому 18-й танковий корпус брав участь в операціях 2-го Українського фронту на Правобережній Україні — Корсунь-Шевченківській та Умансько-Ботошанській. З 7 березня корпус, діючи в Умансько-Ботошанській операції, у взаємодії з бригадами 20-го та 29-го танкових корпусів вів напружені бої з контратакуючим угрупуванням противника і вийшов на північний берег річки Гірський Тикіч, на ділянці Кардашівка, Дальня. Надалі частини корпусу билися в Першій Яссько-Кишинівської операції, зокрема вели бої за Слободзею.
25 травня 1944 року корпус вивели зі складу 5-ї гвардійської танкової армії у резерв 2-го Українського фронту та передислокували у район Ясс на доукомплектування.
Наприкінці серпня корпус брав участь у Другій Яссько-Кишинівській операції Червоної армії. Вранці 21 серпня 18-й (250 машин) та 23-й (190 машин) танкові корпуси ввели в битву. За два дні бойових дій 6-та танкова армія та танкові корпуси 2-го Українського фронту у взаємодії зі з'єднаннями загальновійськових армій завдали важкої поразки німецько-румунським військам і просунулися вглиб на глибину до 40 км.
18-й танковий корпус, відбиваючи контратаки супротивника з району Ясс, затримувався з виходом до Хуші. В результаті флангового маневру сил 2-го Українського фронту 18-му танковому корпусу вдалося швидше зламати опір противника та вийти на підступи до Хуші. Спільними зусиллями місто було очищене від німецьких військ, а 110-та та 170-та танкові бригади з'єдналися із танкістами 7-го механізованого корпусу 3-го Українського фронту, замкнувши кільце оточення.
24 серпня розпочалася ліквідація з'єднань німецької 6-ї армії. Неодноразово великі сили противника завдавали сильних ударів по бригадах 18-го танкового, 7-го та 4-го гвардійського механізованих корпусів. 28 серпня 6-та танкова армія зайняла Бузеу, ліворуч 18-й танковий корпус захопив Галац. Надалі, діючи разом із військами 6-ї танкової армії, корпус розвинув наступ на південний захід. Переслідуючи противника, 5-й механізований та 18-й танковий корпуси 31 серпня разом із з'єднаннями 53-ї армії увірвалися до Бухаресту. До 6 — 8 вересня танкісти 6-ї гвардійської танкової армії та 18-го танкового корпусу фронту захопили Сібіу, Турну-Северин, а декількома днями пізніше рухливі з'єднання вийшли на румунсько-угорський кордон на південь від Дебрецена.
Радянське командування розпочало Дебреценську операцію практично без підготовки, щоб позбавити ворога можливості створити сильну оборону. Для наступу залучили поряд із загальновійськовими арміями 6-ту гвардійську танкову армію та кінно-механізовану групу генерала Плієва І. А. у складі 7-го механізованого, 4-го та 6-го гвардійських кавалерійських корпусів для завдавання удару на Дебрецен. На схід, у напрямку Сату-Маре, готувалися до наступу 23-й танковий і 5-й гвардійський кавалерійський корпуси, об'єднані в кінно-танкову групу, якою командував Горшков С. І. 18-й танковий корпус генерала Говоруненко П. Д. передбачалося використати для удару на Сегед із метою захоплення плацдарму на Тисі.
6 жовтня ударні угруповання 2-го Українського фронту перейшли у наступ. Кінно-механізована група генерала Плієва у взаємодії зі стрілецькими з'єднаннями 53-ї армії та за підтримки авіації 5-ї повітряної армії подолала оборону противника та розгромила 3-у угорську армію. Рухливі з'єднання вийшли на підступи до Дебрецена, просунувшись за три доби на 80-100 км. Значного успіху було досягнуто і на напрямі дій 18-го танкового корпусу, бригади якого швидко подолали глибоко ешелоновану оборону ворога. Корпус вийшов до Тиси, форсував її і захопив плацдарм, а частиною сил взяв участь в оволодінні Сегедом.
Надалі 18-й танковий корпус наступав у напрямку Сільнока, а 4-й гвардійський механізований корпус, що прибув із 3-го Українського фронту, вийшов на позиції поблизу Сегеда. Все це дозволило радянським військам зайняти вигідне оперативне розташування за Тиссою та розпочати підготовку до нової операції.
На початку листопада корпус було виведено в резерв 3-го Українського фронту в районі Тімішоара. Після відпочинку та поповнення наприкінці листопада 18-й танковий корпус знову висунувся до фронту. 1 грудня танкісти переправилися через Дунай у районі Батина.
12 грудня війська 2-го і 3-го Українських фронтів отримали завдання завершити оточення німецьких та угорських військ у районі Будапешта і оволодіти містом. До початку наступальної операції 18-й танковий корпус налічував 182 Т-34, 20 СУ-122, 20 СУ-85. 20 грудня війська Червоної армії перейшли у наступ. 22 грудня у битву вступив 18-й танковий корпус. У ході боїв сталася зустрічна танкова битва, радянські танкісти зазнали важких втрат, але наступ продовжувався і зупинити наступ між Балатоном і Дунаєм німецькому командуванню не вдалося. До 23 грудня у корпусі залишилося 139 танків Т-34. 24 грудня підрозділи корпусу опанували велику стацію Бічке і до 26 грудня вийшли до Дунаю в районі Естергома, встановивши контакт з військами 6-ї гвардійської танкової армії. Оточення німецького угруповання в Будапешті було завершено. Більш ніж 180-тисячне угруповання противника опинилося в кільці.

### 1945
У січні-лютому 1945 року 18-й танковий корпус брав участь у відсічі спроб німецьких військ деблокувати Будапештське угруповання, діючи на зовнішньому кільці оточення. 13 лютого залишки гарнізони противника у західній частині міста — Буда було ліквідовано. На початку березня німецькі війська розпочали свій останній наступ на захід від Будапешта. В битву вступила 6-та танкова армія СС, що мала у своєму складі низку елітних з'єднань. Корпус знаходився в обороні, маючи у своєму складі 42 Т-34, 63 СУ-100, 12 СУ-76, 16 ІСУ-122, 5 ІСУ-152.
6 березня 18-й танковий корпус передали 27-ій армії 3-го Українського фронту в районі південно-західніше Будапешта. Наказом ВГК від 5 квітня 1945 року корпусу присвоєно найменування «Будапештський».
Після взяття Відня війська 3-го Українського фронту припинили наступ на території Австрії у західному напрямку. Корпус залишався в районі Санкт-Петельна, займаючись бойовою підготовкою. 8 травня у зв'язку з відходом залишків німецьких військ для здачі в полон союзникам корпус вирушив до переслідування колон супротивника, що відходили. Пройшовши дорогою вздовж Дунаю маршрутом Санкт-Петельн-Мельк-Амштеттен корпус зустрівся з передовими частинами американських 66-ї і 71-ї піхотних дивізій. Внаслідок переслідування противника були захоплені величезні трофеї та 27 500 полонених.
У листопаді 1945 року на підставі наказу НКО СРСР № 0013 від 10 червня 1945 корпус переформований на 18-ту танкову дивізію.
18-та танкова дивізія розформована в 1947 році.

## Командування
- генерал-майор Черняховський І. Д. (15 червня — 24 липня 1942)
- генерал-майор танкових військ Корчагін І. П. (24 липня — 20 вересня 1942)
- полковник, з 14 жовтня 1932 року генерал-майор танкових військ Бахаров Б. С. (20 вересня 1942 — 25 липня 1943)[Прим. 2]
- полковник Гущенко І. В. (ТВО)
- полковник Єгоров О. В. (25 липня — 10 вересня 1943)
- генерал-майор Труфанов К. Г. (10 вересня — 16 жовтня 1943)[Прим. 3]
- полковник Фірсович О. М. (16 жовтня — 23 грудня 1943; ТВО)
- генерал-майор танкових військ Полозков В. І. (24 грудня 1943 — 28 серпня 1944†)[Прим. 4]
- полковник Колесников І. М. (28 серпня — 23 вересня 1944; ТВО)
- генерал-майор танкових військ, з 19 квітня 1945 року генерал-лейтенант танкових військ Говоруненко П. Д. (23 вересня 1944 — 9 травня 1945)

## Склад

### 1-ше формування
| 1 липня 1942                 | 1 листопада 1942             | 1 червня 1943                                  | 1 листопада 1943                          | 1 січня 1944                              | 1 вересня 1944                                          | 1 липня 1944                                            | 1 січня 1945                                            | 1 травня 1945                                           |
| ---------------------------- | ---------------------------- | ---------------------------------------------- | ----------------------------------------- | ----------------------------------------- | ------------------------------------------------------- | ------------------------------------------------------- | ------------------------------------------------------- | ------------------------------------------------------- |
| 110-та танкова бригада       |                              |                                                |                                           |                                           |                                                         |                                                         |                                                         |                                                         |
| 180-та танкова бригада       | —                            | —                                              | —                                         | —                                         | —                                                       | —                                                       | —                                                       | —                                                       |
| 181-ша танкова бригада       |                              |                                                |                                           |                                           |                                                         |                                                         |                                                         |                                                         |
| 18-та мотострілецька бригада | 32-га мотострілецька бригада | 32-га мотострілецька бригада                   | 32-га мотострілецька бригада              | 32-га мотострілецька бригада              | 32-га мотострілецька бригада                            | 32-га мотострілецька бригада                            | 32-га мотострілецька бригада                            | 32-га мотострілецька бригада                            |
| —                            | —                            | 36-й гвардійський важкий танковий полк прориву | —                                         | —                                         | —                                                       | —                                                       | —                                                       | —                                                       |
| —                            | —                            | —                                              | 1543 важкий самохідно-артилерійський полк | 1543 важкий самохідно-артилерійський полк | —                                                       | —                                                       | —                                                       | —                                                       |
| —                            | —                            | —                                              | —                                         | 1438-й самохідно-артилерійський полк      | 1438-й самохідно-артилерійський полк                    | 1438-й самохідно-артилерійський полк                    | 1438-й самохідно-артилерійський полк                    | 1438-й самохідно-артилерійський полк                    |
| —                            | —                            | —                                              | —                                         | —                                         | 363-й гвардійський важкий самохідно-артилерійський полк | 363-й гвардійський важкий самохідно-артилерійський полк | 363-й гвардійський важкий самохідно-артилерійський полк | 363-й гвардійський важкий самохідно-артилерійський полк |